# Michael Kauter
Michael Kauter, né le 18 février 1979 à Berne, est un épéiste suisse.

## Carrière
Michael Kauter est médaillé de bronze en individuel aux Championnats d'Europe d'escrime 2008 à Kiev puis participe à l'épreuve d'épée masculine individuelle aux Jeux olympiques d'été de 2008 à Pékin où il est éliminé en huitièmes de finale par le Néerlandais Bas Verwijlen.
Il obtient la médaille d'argent par équipes aux Championnats d'Europe d'escrime 2009 à Plovdiv.

## Famille
Il est le frère de l'escrimeur Fabian Kauter et le fils de l'escrimeur Christian Kauter.